# 西尔戈拉
西尔戈拉（Sirgora），是印度中央邦Chhindwara县的一个城镇。总人口8485（2001年）。

## 人口
该地2001年总人口8485人，其中男性4414人，女性4071人；0—6岁人口1184人，其中男616人，女568人；识字率63.34%，其中男性为71.64%，女性为54.34%。